# Tankréd szicíliai király
Leccei Tankréd (1138 körül – 1194. február 20.) szicíliai király 1189-től haláláig.
Tankréd a fiatalon elhunyt Roger apuliai herceg természetes fiaként és II. Roger szicíliai király unokájaként született. II. Vilmos halála után választották a szicíliaiak Palermóban királlyá. Uralkodása alatt szerencsével védelmezte magát VI. Henrik német-római császár ellen. Halála után kiskorú fia, III. Vilmos kénytelen volt a koronáról lemondani. Hohenembs várába vitték, ahol nemsokára meghalt.